# Super Animal Royale
Super Animal Royale est un jeu vidéo indépendant de type battle royale développé par Pixile Studios et édité par Modus Games. Le jeu met en vedette des animaux anthropomorphes qui utilisent une variété d'armes dans une perspective aérienne 2D et a été construit à l'aide du moteur de jeu Unity.
Le jeu a fait ses débuts sur Steam en accès anticipé (early access) le 12 décembre 2018 avec une version payante. Il est ensuite sorti le mois suivant en janvier 2019 en free-to-play, mais il est possible d'acheter des tickets SAW (Super Animal World) ou des DLC afin d'obtenir plus de cosmétiques. Le jeu est ensuite sorti sur Nintendo Switch, PlayStation 4,PlayStation 5, Xbox One et Xbox Series X/S le 26 août 2021, et sur Google Stadia le 14 décembre 2021.

## Système de jeu
Super Animal Royale est un jeu de tir battle royale à la troisième personne en 2D dans lequel jusqu'à 64 joueurs s'affrontent pour être la dernière personne en vie. Les joueurs créent un personnage à partir de l'un des nombreux "super animaux" qui sont disponibles en plusieurs races et couleurs de diverses espèces, qui sont débloqués en collectant l'ADN d'animal attribué après chaque match. Les points d'expérience sont accordés en fonction des performances du joueur à la fin de chaque partie, ce qui lui permet de monter de niveau et d'accéder à de nouveaux super animaux. Des cosmétiques peuvent également être obtenus à la fin des matchs ou en allant en acheter via l'un des deux magasins (l'un utilisant une monnaie de jeu obtenable gratuitement et l'autre payante). Les nombreux cosmétiques permet de personnaliser l'apparence d'un animal, tels que des chemises, des chapeaux, des moustaches et des lunettes.
Après avoir rejoint un lobby, les joueurs se mêlent dans une zone de non-combat jusqu'au début du match, avec des bots non-joueurs rejoignant la file d'attente si moins de 64 joueurs humains sont présents quelques secondes avant le début de la partie. Chaque joueur se parachute d'un grand aigle sur le champ de bataille. Tout les joueurs commence avec une arme de mêlée. Les joueurs peuvent trouver plusieurs types d'armes à feu ainsi que des grenades pour tuer les autre joueurs. Des balles de hamster et des émeu peuvent également être saisies pour se protéger et pour écraser les adversaires. Une zone de gaz s'infiltrera depuis les bords extérieurs de la carte au fur et à mesure que le match progresse, forçant les joueurs dans des zones de plus en plus petites jusqu'à la fin de la partie. Chaque jeu peut être rejoint en solo, en duo ou en équipe.